# HMS Greyhound (1773)
HMS Greyhound (1773) — 28-пушечный фрегат 6 ранга Королевского флота. Двенадцатый британский корабль, названный Greyhound.

## Постройка
Проект Mermaid был выполнен Слейдом в 1760-е годы, как уменьшенное повторение трофейного французского L’Abenakise, так называемой demi-batterie, взятой в 1757 году. Проект был возрожден в ответ на Фолклендский кризис (1770). Первые два фрегата этой группы, включая Greyhound, были заложены в тот же месяц, когда Слейд умер.
Заказан 25 декабря 1770 года. Заложен в феврале 1771 года. Спущен на воду 20 июля 1773 года на частной верфи Henry Adams в Баклерс Хард. Достроен с октября 1775 по 9 января 1776 года на королевской верфи в Портсмуте.

## Служба
Участвовал в Американской революционной войне.
1775 — вступил в строй в октябре, капитан Арчибальд Диксон (англ. Archibald Dickson), командовал до 1780 года.
1776 — 5 апреля ушёл в Северную Америку. 
1779 — март-май, оснащение и обшивка медью в Ширнесс; 4 июня снова ушёл в Северную Америку; 19 июля взял американский приватир American Revenue; 21 июля-14 августа был под Пенобскотом; 3 августа взял приватир Nancy; 25 декабря с конвоем ушёл в Вест-Индию.
1780 — 17 апреля был при Мартинике; 15-19 мая был в стычках с де Грассом; сентябрь, с эскадрой Родни ушёл в Нью-Йорк; 4 октября взял американский приватир Revenge.
1781 — капитан Уильям Фокс (англ. William Fox); 9 июня вышел (из Англии) для сопровождения конвоя на Порто; 16 августа разбился на мели Саут-Сэнд у города Дил (Даунс).